# Long Bay (Nouvelle-Zélande)
Pour les articles homonymes, voir Long Bay.
Long Bay est une banlieue de la ville de North Shore, une partie de la zone métropolitaine d’Auckland  située dans l’île du Nord de la Nouvelle-Zélande

## Situation
Elle est bordée au nord et à l'est par le Golfe de Hauraki et au sud par la banlieue de Torbay avec celle de Okura vers l'ouest.

## Population
La population était de 885 habitantslors du recensement de 2013(2013 census), en augmentation de 114 résidents par rapport à celui de 2006.

## Géographie
La ligne de côte est occupée par le ‘Parc Régional de Long Bay’, et la côte au niveau de  Long Bay-Okura Marine Reserve (en), qui a ouvert en 1995. La plage est constituée de sable et la natation y est sure. Elle offre des chemins forestiers et des falaises spectaculaires. Cette plage est soumise à une marée peu importante,.
Des petites plages vers le nord sont accessibles sauf à marées hautes, et sont utilisées par les nudistes.

## Histoire
Une petite communauté Māori de l’iwi des Ngāti Kahu (en) vivait au niveau de ‘Long Bay’, qu’ils appelaient <<Te Oneroa>>, jusque vers les années 1850.
La famille ‘Vaughan’ acheta 600 hectares et y élevèrent des moutons à partir de 1862 et jusqu’à ce qu’ils vendent leurs terres au conseil régional d'Auckland (en) en 1965 pour former le parc. Le <<Vaughan Homestead>> est une maison historique située à l’extrémité nord de la plage. Elle est ouverte tous les 15 jours pour le public.
Un emplacement de canon fut construit sur la côte au nord du parc pour la défendre contre une invasion des forces japonaises durant la Seconde Guerre mondiale. Les restes de l’emplacement existent toujours.
Les zones agricoles au dessus du ‘Parc Regional de Long Bay’ furent protégés du développement par le règlement de la Cour de l’Environnement en Juillet 2008,, mais il y a un développement significatif de la construction de maisons depuis 2014 sous l’effet du ‘Auckland Council's Unitary Plan’.

## Ẻducation
Le collège de Long Bay (en) est une école secondaire (allant de l’année 9 à 13) avec un effectif de 1 562 élèves. Le collège a célébré son 25 e anniversaire en 2000.
L’école de Long Bay School est une école contribuant au primaire (allant de l’année 1 à 6) avec un effectif de 348 élèves.
Les 2 écoles sont mixtes et ont un taux de décile de 10.

## Liens Externes
- Long Bay Regional Park
- Long Bay College
- Long Bay School
- Photographs of Long Bay disponible au niveau de la bibliothèque d'Auckland dans les collections du patrimoine.

- New Zealand Gazetteer